# Oude Ebbingestraat
De Oude Ebbingestraat (in de volksmond ook wel Oude Eb genoemd) is een straat in de binnenstad van Groningen. De straat loopt van de noordzijde van de Grote Markt naar de Diepenring. Ten noorden van de Diepenring verandert de naam in Nieuwe Ebbingestraat. De naam komt voor het eerst voor in 1245 ('Dodo Ebbinga scultetus'). Daarmee is het voor zover bekend de oudste nog bestaande straatnaam in Groningen.
De naam Ebbinge verwijst waarschijnlijk naar het geslacht Ebbedinga (of Ebdinghe, Ebdince, Ebbedinge), wat mogelijk is afgeleid van ebbe oftewel abt. Een alternatieve verklaring, die ook is afgeleid van abt, veronderstelt dat in de nabijheid van de huidige Ebbingestraat in de vroege middeleeuwen een hof heeft gestaan van het klooster van Werden. Abt zou dan verwijzen naar de abt van het klooster. Dat het klooster in Groningen een hof heeft gehad is bekend uit meerdere bronnen, waar dit heeft gestaan is nog nimmer vastgesteld.
De Ebbingestraat was van oudsher de weg naar het Hogeland in het noorden van de provincie Groningen. Dat betekende dat de straat een levendig karakter had en daarmee aantrekkelijk was om een nering in te beginnen. Ook tegenwoordig is het nog een uitgesproken winkelstraat.
Het zuidelijkste deel van de straat is bij de bevrijding van Groningen in 1945 zwaar beschadigd. Na de oorlog is dat deel opnieuw opgebouwd. De oorspronkelijk vrij smalle entree van de straat bij de Grote Markt is toen aanzienlijk verbreed en aan beide kanten voorzien van een bescheiden zuilengalerij. Meer naar het noorden is nog een aantal historische panden bewaard gebleven, waarvan de beide panden ter hoogte van de Jacobijnerstraat het markantst zijn.

## Monumenten
De Oude Ebbingestraat telt zeven panden die zijn aangewezen als rijksmonument. Daarnaast staan in de straat 28 gemeentelijke monumenten.
| Adres                                       | Bouwjaar                 | Beschrijving | Monument  | Afbeelding |
| ------------------------------------------- | ------------------------ | --- | --------- | ---------- |
| Oude Ebbingestraat 20                       | 1953                     | Winkelpand, wederopbouw op de hoek van de Rode Weeshuisstraat. Ontworpen door H.J. van Wissen. | GM 104503 |            |
| Oude Ebbingestraat 28                       | 1958                     | Winkel met bovenwoning, wederopbouw. Ontworpen door F. Klein | GM 104386 |            |
| Oude Ebbingestraat 25-35                    | 1829                     | Protestantse Theologische Universiteit, voormalige Nutsspaarbank | GM 102944 |            |
| Oude Ebbingestraat 32-32c                   | 1954                     | Winkelpand met bovenwoning. Wederopbouw, ontworpen door P. Bugel en Thom. Wildeboer | GM 104385 |            |
| Oude Ebbingestraat 39                       | 1661 (datering in gevel) | Diep pand op hoek Jacobijnerstraat. Twee bouwlagen en zolderverdieping onder zadeldak. Rijk gebeeldhouwde voorgevel. | RM 18641  |            |
| Oude Ebbingestraat 41-43a                   | 1892                     | Dubbel pand, winkel met bovenwoningen. Ontworpen door P.M.A. Huurman, winkelpui uit jaren 50. | RM 486061 |            |
| Oude Ebbingestraat 42                       | 16e eeuw                 | Oorspronkelijk woonhuis, thans winkel met bovenwoning. Twee bouwlagen met mezzanine onder een schilddak. Lijstgevel uit de 19e eeuw.                                                                                                  | GM 102961 |            |
| Oude Ebbingestraat 44                       | 16e eeuw                 | Oorspronkelijk woonhuis, thans winkel met bovenwoning. Twee bouwlagen met mezzanine. Schilddak. Opmerkelijk zijn de glas-in-loodbovenlichten op de eerste verdieping en de dakpanbedekking van zwart geglazuurde Oudhollandse pannen. | GM 102962 |            |
| Oude Ebbingestraat 45                       | 1905                     | Woonhuis in art-nouveaustijl ontworpen door A.Th. van Elmpt. | RM 486071 |            |
| Oude Ebbingestraat 46                       | 16e eeuw                 | Woonhuis, twee verdiepingen met mezzanine onder schilddak met lijstgevel uit 19e eeuw | GM 102963 |            |
| Oude Ebbingestraat 47                       | 1905                     | Oorspronkelijk woonhuis, thans café De Drie Uiltjes. Ontworpen door P.M.A. Huurman in art-nouveaustijl. | GM 102946 |            |
| Oude Ebbingestraat 48                       | 16e eeuw                 | Woonhuis twee hoge bouwlagen met mezzanine onder schilddak met 19e-eeuwse lijstgevel | GM 102964 |            |
| Oude Ebbingestraat 49-53a                   | 1905                     | Winkel-wooncomplex ontworpen door G. Gisius in art-nouveau-stijl. | RM 486077 |            |
| Oude Ebbingestraat 50                       | 16e eeuw                 | Woonhuis, twee verdiepingen met mezzanine | GM 102965 |            |
| Oude Ebbingestraat 52                       | 17e eeuw                 | | RM 18642  |            |
| Oude Ebbingestraat 54                       |                          | Winkel-woonhuis, nieuwe voorgevel in 1900 naar ontwerp van G. Nijhuis | RM 486093 |            |
| Oude Ebbingestraat 56                       | 1880                     | Woonhuis, twee verdiepingen met mezzanine | GM 102967 |            |
| Oude Ebbingestraat 58                       | 1870                     | Winkel-woning, drie traveeën breed, karakteristieke facade-architectuur | GM 102968 |            |
| Oude Ebbingestraat 59                       | 1905                     | Winkel met bovenwoning in art-nouveaustijl ontworpen door P.M.A. Huurman | GM 102948 |            |
| Oude Ebbingestraat 60                       | 1880                     | Pand, twee verdiepingen met mezzanine | GM 102969 |            |
| Oude Ebbingestraat 62                       | 1875                     | Woonhuis, twee verdiepingen en mezzanine | GM 102970 |            |
| Oude Ebbingestraat 64                       | 16e eeuw                 | Voorhuis, twee verdiepingen met mezzanine, aan beide zijden een drup, achteraanbouw. In 1952 op begane grond een nieuwe pui. | GM 102971 |            |
| Oude Ebbingestraat 66                       | 16e eeuw                 | Diephuis met tuitgevel, in de 17e eeuw nieuwe voorgevel, in 1952 nieuwe pui, samen met nr. 64 | GM 102972 |            |
| Oude Ebbingestraat 68                       | 16e eeuw                 | Voorhuis met twee achterhuizen op zeer diep perceel (36 meter) | GM 102981 |            |
| Oude Ebbingestraat 71                       | 1885                     | Winkel met bovenwoningen | GM 102952 |            |
| Oude Ebbingestraat 72                       | 16e/17e eeuw             | Woonhuis, twee lagen met schilddak met achterhuis, links een drup, rechts was een mandelige muur met nr 74 | GM 102974 |            |
| Oude Ebbingestraat 74 hoek Hardewikerstraat | 15e/16e eeuw             | Oorspronkelijk woonhuis, nu winkel met bovenwoning | GM 102975 |            |
| Oude Ebbingestraat 75 hoek Hofstraat        |                          | Winkel met bovenwoning, drielaags | GM 102954 |            |
| Oude Ebbingestraat 76 hoek Hardewikerstraat | 19e eeuw                 | Oorspronkelijk woonhuis, twee verdiepingen met gedrukte zolderverdieping onder laag schilddak | GM 102976 |            |
| Oude Ebbingestraat 78-80                    | 16e eeuw                 | Pand had ws relatie met de Ebbingepoort die hier tot de uitleg van de 17e eeuw heeft gestaan. Pand in 19e eeuw herbouwd en voorzien van karakteristieke winkelpui                                                                     | GM 102977 |            |
| Oude Ebbingestraat 81                       | 1905                     | Winkel met bovenwoning, drielaags onder plat dak ontworpen door P.M.A. Huurman | GM 102957 |            |
| Oude Ebbingestraat 82                       | 17e eeuw                 | Dwarshuis samen met nr. 84, tweelaags onder zadeldak, direct na de knik in de straat bij nr 78-80 | GM 102979 |            |
| Oude Ebbingestraat 84                       | 17e eeuw                 | Rechter deel dwarshuis smane met 82, tweelaags onder zadeldak | GM 102980 |            |
| Oude Ebbingestraat 86 hoek Spilslsuizen     | 1929                     | Winkel-wooncomplex ontworpen door G. Hoekzema | GM 102973 |            |
| Oude Ebbingestraat 91 hoek Turfsingel       |                          | Vier traveeën breed, onderkelderd hoekpand, voormalige apotheek. | RM 48643  |            |